# Tigre (película de 2017)
Tigre es una película dramática argentina que se estrenó  el 5 de octubre de 2017, escrita por Silvina Schnicer y dirigida en conjunto por Schnicer y Ulises Porra.

## Elenco
- Marilú Marini como Rina
- Agustín Rittano como Facundo
- María Ucedo como Elena
- Lorena Vega como Ana Laura
- Melina Toscano como Carla
- Magalí Fernández como Sabrina
- Tomás Raimondi como Esteban
- Ornella D'Elia como Melina
- Franco Scotti Romero como Román
- Juan Cruz Carnichelli como Juan
- Jorge Sesá como Johann
- Sergio Boris como Horacio Marín
- José Luis Arias como Sebastián Gutiérrez
- Franco Guerra como Leandro
- Nahuel Daporta como Ignacio

## Premios y nominaciones

### Premios Cóndor de Plata
Dichos premios serán entregados por la Asociación de Cronistas Cinematográficos de la Argentina en  2018.
| Año  | Categoría               | Candidato   | Resultado |
| ---- | ----------------------- | ----------- | --------- |
| 2018 | Mejor actriz de reparto | María Ucedo | Nominada  |